# Liste der Monuments historiques in Bernwiller
Die Liste der Monuments historiques in Bernwiller führt die Monuments historiques in der französischen Gemeinde Bernwiller auf.

## Liste der Objekte
| Bezeichnung                      | Beschreibung | Standort                                       | Kennzeichnung | Schutzstatus | Datum | Bild |
| -------------------------------- | --- | ---------------------------------------------- | ------------- | ------------ | ----- | ---- |
| Hauptaltar                       | Altartisch, Tabernakel und Retabel; Holz, 1904                                                                                      | Ammertzwiller, in der Kirche St-Etienne (Lage) | PM68000003    | Classé       | 1988  |      |
| Vier fünfarmige Leuchter         | Metall, vergoldet, vor 1914 | Ammertzwiller, in der Kirche St-Etienne (Lage) | PM68000996    | Inscrit      | 1987  |      |
| Vier Beichtstühle                | Holz, 1927 | Ammertzwiller, in der Kirche St-Etienne (Lage) | PM68000995    | Inscrit      | 1987  |      |
| Kanzel                           | Holz, 1927 | Ammertzwiller, in der Kirche St-Etienne (Lage) | PM68000997    | Inscrit      | 1987  |      |
| Drei Grabplatten                 | Sandstein, 18. Jahrhundert | Ammertzwiller, in der Kirche St-Etienne (Lage) | PM68001002    | Inscrit      | 1987  |      |
| Taufbecken                       | Sandstein und Holz, 1927 | Ammertzwiller, in der Kirche St-Etienne (Lage) | PM68001003    | Inscrit      | 1927  |      |
| Reliquienmonstranz               | Zinn, vergoldet, 19. Jahrhundert | Ammertzwiller, in der Kirche St-Etienne (Lage) | PM68001005    | Inscrit      | 1987  |      |
| Sakramentshaus                   | Sandstein, 1927 | Ammertzwiller, in der Kirche St-Etienne (Lage) | PM68000004    | Classé       | 1988  |      |
| Marienaltar                      | Altartisch, Retabel und Skulptur; Holz, teilweise farbig gefasst; Altartisch und Retabel von 1927, Skulptur aus dem 15. Jahrhundert | Ammertzwiller, in der Kirche St-Etienne (Lage) | PM68000005    | Classé       | 1988  |      |
| Herz-Jesu-Altar                  | Altartisch, Retabel und Skulptur; Holz, teilweise farbig gefasst, 1927                                                              | Ammertzwiller, in der Kirche St-Etienne (Lage) | PM68000006    | Classé       | 1988  |      |
| Skulptur Heiliger Wendelinus     | Holz, farbig gefasst und vergoldet, 1927                                                                                            | Ammertzwiller, in der Kirche St-Etienne (Lage) | PM68000992    | Inscrit      | 1987  |      |
| Büste Heiliger Joseph            | Holz, farbig gefasst und vergoldet, 1927                                                                                            | Ammertzwiller, in der Kirche St-Etienne (Lage) | PM68000990    | Inscrit      | 1987  |      |
| Chorbänke und Wandverkleidung    | Holz, 1927 | Ammertzwiller, in der Kirche St-Etienne (Lage) | PM68000991    | Inscrit      | 1987  |      |
| Skulptur Auferstandener Christus | Holz, farbig gefasst und vergoldet, 1927                                                                                            | Ammertzwiller, in der Kirche St-Etienne (Lage) | PM68000994    | Inscrit      | 1987  |      |
| Kirchenbänke                     | Holz, 1927 | Ammertzwiller, in der Kirche St-Etienne (Lage) | PM68000998    | Inscrit      | 1987  |      |
| Modell des Tympanons             | Gips, um 1927 | Ammertzwiller, in der Kirche St-Etienne (Lage) | PM68000999    | Inscrit      | 1987  |      |
| Chorschranke                     | Holz, 1927 | Ammertzwiller, in der Kirche St-Etienne (Lage) | PM68001000    | Inscrit      | 1927  |      |
| Neugotische Monstranz            | Kupfer, vergoldet, Glas und Email, um 1900                                                                                          | Ammertzwiller, in der Kirche St-Etienne (Lage) | PM68001004    | Inscrit      | 1987  |      |
| Monstranz                        | Metall, versilbert und vergoldet, um 1840                                                                                           | Ammertzwiller, in der Kirche St-Etienne (Lage) | PM68001008    | Inscrit      | 1987  |      |
| Altartisch                       | in der Krypta; Sandstein, 1904 | Ammertzwiller, in der Kirche St-Etienne (Lage) | PM68001009    | Inscrit      | 1987  |      |
| Skulptur Heilige Anna            | Holz, farbig gefast und vergoldet, 1927                                                                                             | Ammertzwiller, in der Kirche St-Etienne (Lage) | PM68000993    | Inscrit      | 1987  |      |
| Fünf Grabplatten                 | Sandstein, 16. und 17. Jahrhundert                                                                                                  | Ammertzwiller, in der Kirche St-Etienne (Lage) | PM68001001    | Inscrit      | 1987  |      |
| Weihrauchfass                    | Metall, versilbert und vergoldet, 19. Jahrhundert                                                                                   | Ammertzwiller, in der Kirche St-Etienne (Lage) | PM68001006    | Inscrit      | 1987  |      |
| Reliquienmonstranz               | Metall, vergoldet, 19. Jahrhundert                                                                                                  | Ammertzwiller, in der Kirche St-Etienne (Lage) | PM68001007    | Inscrit      | 1987  |      |
| Taufbecken                       | Sandstein, um 1800 | Ammertzwiller, in der Kirche St-Etienne (Lage) | PM68001012    | Inscrit      | 1987  |      |
| Kreuzigungsgruppe                | Sandstein, 1928, von Charles Geiss                                                                                                  | Ammertzwiller, auf dem Friedhof (Lage)         | PM68001010    | Inscrit      | 1987  |      |
| Kreuzigungsgruppe                | stark fragmentiert; Sandstein, 18. oder 19. Jahrhundert                                                                             | Ammertzwiller, auf dem Friedhof (Lage)         | PM68001011    | Inscrit      | 1987  |      |